# The Night Gift
The Night Gift este un roman pentru tineret al scriitoarei americane Patricia A. McKillip, publicat pentru prima dată cu copertă dură de Atheneum în iunie 1976 și retipărit paperback de Aladdin/Atheneum în aprilie 1980.

## Rezumat
Tânărul Joe Takaoto, considerând camera urâtă, la fel și viața sa, încearcă să se sinucidă și este trimis la un sanatoriu. Sora sa Barbara se hotărăște să-i creeze un paradis al frumuseții pentru a-l ajuta să se recupereze.
Prietena de la școală a Barbarei, Joslyn, povestește cum cele două, împreună cu prietena lor Claudia (care este timidă din cauza unei despicături palatine), amenajează o cameră pentru Joe într-o baracă veche abandonată, pictând-o și decorând-o cu clopoței, scoici, plante, cărți și altele. Fratele lui Joslyn, Brian, ajută și el și o face pe Claudia să aibă mai multă încredere în ea. Cu un copăcel de sequoia din munți, fetele se întorc de la Neil, iubitul lui Joslyn. Aflând că acestuia îi place mai mult de Barbara, ea își îngroapă dezamăgirea, punând prietenia dintre ele pe primul loc.
Când Joe revine acasă, aparenta lui indiferență față de proiect pune pe gânduri grupul de prieteni. Abia după ce se întoarce la sanatoriu descoperă că prețuiește darul lor.

## Recepție
Christine Mozlin, în School Library Journal, consideră cartea „o poveste emoționantă” în care „descrierile aproape lirice ale decorului și ale emoției implică total cititorii în intriga și în problemele personale ale personajelor”.